# Crataegus rigens
Crataegus rigens är en rosväxtart som beskrevs av Chauncey Delos Beadle. Crataegus rigens ingår i Hagtornssläktet som ingår i familjen rosväxter. Inga underarter finns listade i Catalogue of Life.